# Merum (Limbourg néerlandais)
Pour les articles homonymes, voir Merum.
Merum est un village néerlandais de la commune de Ruremonde dans le Limbourg néerlandais, situé sur la Meuse.
Jusqu'en 1991, Merum faisait partie de la commune de Herten, rattachée en cette année à Roermonde.